# 달서대로
달서대로(Dalseo-daero)는 대구광역시 달서구 유천동 유천네거리와 달성군 다사읍 서재리 신당재 교차로를 잇는 대구광역시의 도로이다.

## 연혁
- 2011년 8월 5일 : 신당재 ~ 신당재 교차로(대구광역시 달서구 신당동 ~ 달성군 다사읍 서재리) 370m 구간 신설 개통[1]

## 주요 경유지
대구광역시
- 달서구 (유천동 · 대천동 · 월암동 · 호림동 · 갈산동 · 호산동 · 신당동) - 달성군 다사읍

## 노선
| 이름                  | 접속 노선                                    | 소재지        | 소재지                         | 비고                                                          |
| 상화로와 직결         | 상화로와 직결                                | 상화로와 직결 | 상화로와 직결                  | 상화로와 직결                                                 |
| --------------------- | -------------------------------------------- | ------------- | ------------------------------ | ------------------------------------------------------------- |
| 유천네거리            | 국도 제5호선 국도 제26호선 (비슬로) (월배로) | 대구광역시    | 달서구                         | 대구광역시도 제10호선 구간                                    |
| (교차로 명칭 미상)    | 성천로 월배로5길                             | 대구광역시    | 달서구                         | 대구광역시도 제10호선 구간                                    |
| 유천 나들목           | 451호선 중부내륙고속도로지선                 | 대구광역시    | 달서구                         | 대구광역시도 제10호선 구간 중부내륙고속도로지선으로 진출 불가 |
| 대천공영차고지        | 성서4차첨단로                                | 대구광역시    | 달서구                         | 대구광역시도 제10호선 구간                                    |
| 대천교                |                                              | 대구광역시    | 달서구                         | 대구광역시도 제10호선 구간                                    |
| (대천교 북단)         | 대구광역시도 제27호선 (성서로)               | 대구광역시    | 달서구                         | 대구광역시도 제10호선 구간                                    |
| (월성교 북단)         | 구라로                                       | 대구광역시    | 달서구                         | 대구광역시도 제10호선 구간                                    |
| 달서 나들목           | 700호선 대구외곽순환고속도로                 | 대구광역시    | 달서구                         | 대구광역시도 제10호선 구간                                    |
| 개상듬네거리          | 성서공단남로                                 | 대구광역시    | 달서구                         | 대구광역시도 제17호선 구간                                    |
| 호림네거리            | 성서공단로                                   | 대구광역시    | 달서구                         | 대구광역시도 제17호선 구간                                    |
| (교차로 명칭 미상)    | 성서공단북로                                 | 대구광역시    | 달서구                         | 대구광역시도 제17호선 구간                                    |
| 신당네거리 (계명대역) | 국도 제30호선 (달구벌대로)                   | 대구광역시    | 달서구                         | 대구광역시도 제17호선 구간                                    |
| 계명대학교 동문       | 계대동문로                                   | 대구광역시    | 달서구                         | 대구광역시도 제17호선 구간                                    |
| 문화대삼거리          | 대구광역시도 제48호선 (선원로)               | 대구광역시    | 달서구                         | 대구광역시도 제17호선 구간                                    |
| 신당고개              |                                              | 대구광역시    | 달서구                         | 대구광역시도 제17호선 구간                                    |
| 달성군                | 다사읍                                       |               |                                | 대구광역시도 제17호선 구간                                    |
| 달성군                | 다사읍                                       | 신당재 교차로 | 대구광역시도 제56호선 (서재로) | 대구광역시도 제17호선 구간                                    |
| 세천로와 직결         |                                              |               |                                |                                                               |

## 주요 건물 및 시설
- 대구유천초등학교 (대구광역시 달서구 달서대로 39)
- 대천공영차고지 (대구광역시 달서구 달서대로 117)
- 대구환경공단 서부사업소 (대구광역시 달서구 달서대로 210)
- 한국지역난방공사 대구지사 (대구광역시 달서구 달서대로 351)
- 모다아울렛 대구점 (대구광역시 달서구 달서대로 411)
- 삼성전자물류센터 대구점 (대구광역시 달서구 달서대로 499)
- 계명문화대학교 (대구광역시 달서구 달서대로 675)